# Sicklinghall
Sicklinghall è un villaggio e parrocchia civile dell'Inghilterra, appartenente alla contea del North Yorkshire.